# Демидов, Сергей Петрович
Сергей Петрович Демидов (22 сентября 1901, д. Мышкино, Московская губерния, Российская империя — 14 февраля 1981, Ленинград, СССР) — советский военачальник, генерал-майор (02.11.1944).

## Биография
Родился 22 сентября 1901 года  в  деревне Мышкино, ныне в Можайском районе, Московской области. Русский.
Окончил четырёхклассное земское училище в 1912 году, работал конторщиком в магазине  фирмы «Мюр и Мерилиз» в Москве, одновременно учился на вечерних курсах по повышению образования. С ноября 1919 года — писарь продовольственного стола в Глазовском волостном исполкоме.

## Военная служба

### Гражданская война
16 февраля 1920	года призван в РККА  и зачислен красноармейцем в 1-й запасной Смоленский стрелковый полк. В мае направлен на Западный фронт в 10-ю стрелковую дивизию и по прибытии зачислен на курсы младшего комсостава, переформированные затем в школу командиров взводов при дивизии. В составе этой школы и 86-го стрелкового полка красноармейцем-курсантом участвовал в Советско-польской войне на варшавском направлении.
По окончании школы 8 апреля 1921 года назначен командиром взвода назначен в тот же 86-й стрелковый полк 29-й стрелковой бригады. В его составе принимал участие в подавлении восстания А. С. Антонова в Тамбовской губернии и ликвидации банд генерала С. Н. Булак-Балаховича.

### Межвоенные годы
С июня 1922 года служил в Московском военном округе командиром взвода 428-го стрелкового полка 48-й стрелковой дивизии. С ноября того же года командовал взводом Можайской отдельной караульной роты. С октября 1923 года был начальником отдельной караульной команды при Клементьевском артиллерийском полигоне, с конца 1924 года назначен начальником Подольской отдельной караульной команды. Член ВКП(б) с 1924 года.
В декабре 1927 года назначен командиром 2-го отдельного взвода войск ОГПУ. С декабря 1928 года исполнял должность заместителя командира дивизиона по строевой части 20-го полка войск ОГПУ Горьковской краевой инспекции в городе Дзержинск, с 21 августа 1930 года вступил в командование этим дивизионом. С 5 ноября 1930 года по 3 июня 1931	года проходил подготовку на курсах «Выстрел», затем был назначен начальником штаба 119-го отдельного дивизиона войск ОГПУ Горьковского края. С января 1932	года там же исполнял должность начальника штаба 124-го, а с января 1933 года — командира и военкома 179-го отдельных дивизионов войск ОГПУ. С июня 1934 года был начальником штаба, а с июля 1938 года — командиром 193-го полка войск НКВД Уральского округа. С июня 1939 года исполнял должность начальника 1-го отдела Управления военного снабжения войск НКВД Казахского округа в городе Алма-Ата, с июля 1940 года — заместитель начальника снабжения войск НКВД Ленинградского округа.

### Великая Отечественная война
С июня 1941 года майор  Демидов занимал должность заместителя начальника охраны тыла 23-й армии Северного, а с августа — Ленинградского фронтов. Её войска до конца июля обороняли границу СССР с Финляндией севернее и северо-восточнее Выборга, затем до конца августа отражали наступление финских войск на Ленинград, отходя на линию старой государственной границы. Осенью они вели оборонительные бои в Карельском укреплённом районе.
В ноябре 1941 года майор Демидов назначен дивизионным интендантом 21-й мотострелковой дивизии войск НКВД, входившей в 42-ю армию Ленинградского фронта. С февраля 1942 года командовал 8-м стрелковым полком этой дивизии. Участвовал с ним в боях в районе Старо-Паново на южных подступах к Ленинграду. В начале августа полк был переименован в 381-й стрелковый, а дивизия — в 109-ю стрелковую. За героизм и мужество в боях под Ленинградом командир полка полковник  Демидов награждён орденом Красного Знамени. 25 марта 1943 года назначен заместителем командира этой дивизии. Будучи в этой должности, с сентября 1943 по январь 1944 года привлекался на фронтовые курсы в качестве тактического руководителя по подготовке командиров полков (успел подготовить один выпуск).
С 15 января 1944 года полковник  Демидов назначен командиром 86-й стрелковой дивизией. В составе 42-й и 67-й армий участвовал с ней в Ленинградско-Новгородской, Красносельско-Ропшинской и Новгородско-Лужской наступательных операциях. За боевые отличия в этих операциях был награждён вторым орденом Красного Знамени. 24 апреля 1944 года дивизия в составе 67-й армии была передана 3-му Прибалтийскому фронту. Во второй половине июля она успешно действовала в Псковско-Островской наступательной операции. Преследуя отступающего противника, её части 30 июля 1944 года перешли эстонскую границу, затем в ходе Тартуской наступательной операции 25 августа участвовали в освобождении города Тарту. За отличия в этих боях ей было присвоено почётное наименование «Тартуская» (07.09.1944). В последующем дивизия под его командованием успешно действовала в Прибалтийской и Таллинской наступательных операциях. В октябре 1944 года она в составе 2-й ударной армии была передислоцирована на 2-й Белорусский фронт и с января 1945 года приняла участие в Млавско-Эльбингской наступательной операции, в освобождении города Пултуск. В последующем её части активно действовали в Восточно-Померанской наступательной операции. В ходе тяжёлых боев дивизия 10 февраля овладела городом Эльбинг — крупным промышленным центром и железнодорожным узлом, прикрывающим подступы к Данцигу. С 21 февраля она вела тяжёлые наступательные бои на дальних и ближних подступах к Данцигу. В начале апреля 1945 года её части совершили марш в район Штеттинской гавани и в конце апреля захватили острова Гристов и Узедом. 5 мая в ходе Берлинской наступательной операции они овладели городом Свинемюнде. За умелое командование частями в этих боях генерал-майор  Демидов  был дважды награждён орденом Красного Знамени.
За время войны комдив Демидов был восемь раз персонально упомянут в благодарственных в приказах Верховного Главнокомандующего.

### Послевоенная карьера
20 июля 1945 года  назначен начальником Административно-хозяйственного управления Советской военной администрации в Германии (с 14 марта 1947 г. — Управления материально-технического обеспечения СВА). С 1 февраля 1949 по 30 марта 1950 года находился на учёбе на курсах усовершенствования командиров стрелковых дивизий при Военной академии им. М. В. Фрунзе, затем был назначен начальником окружных Объединённых КУОС Московского военного округа.
3 января 1956 года генерал-майор Демидов уволен в запас.
Умер в 1981 году, похоронен на Серафимовском кладбище города Санкт-Петербурга .

## Награды

### СССР
- орден Ленина (30.04.1945)[5]
- шесть орденов Красного Знамени (26.10.1942[2], 17.02.1944[6], 03.11.1944[5], 16.02.1945[7], 07.06.1945[8], 15.11.1950[5])
- орден Кутузова II степени (29.06.1945)[9]
- орден Отечественной войны I степени (01.10.1944)[10]
- орден Красной Звезды (28.10.1967)[11]

Медали в том числе:
- - «XX лет Рабоче-Крестьянской Красной Армии» (1938)[2]
  - «За оборону Ленинграда» (16.06.1943)[12]
  - «За победу над Германией в Великой Отечественной войне 1941—1945 гг.» (1945)
  - «За взятие Кёнигсберга» (1945)
  - «Ветеран Вооружённых Сил СССР»

Приказы (благодарности) Верховного Главнокомандующего в которых отмечен С. П. Демидов.
- За овладение штурмом городом и крупным железнодорожным узлом Гатчина (Красногвардейск), превращённым немцами в крепость с развитой системой долговременных оборонительных сооружений. 26 января 1944 года № 64.
- За овладение штурмом городом и крупным узлом коммуникаций Тарту (Юрьев-Дерпт) — важным опорным пунктом обороны немцев, прикрывающим пути к центральным районам Эстонии. 25 августа 1944 года № 175.
- За овладение штурмом городом Эльбинг — крупным узлом коммуникаций и мощным опорным пунктом обороны немцев на правом берегу Вислы, прикрывающим подступы к Данцигской бухте. 10 февраля 1945 года. № 271.
- За овладение городами Гнев (Меве) и Старогард (Прейсиш Старгард) — важными опорными пунктами обороны немцев на подступах к Данцигу. 7 марта 1945 года. № 294.
- За овладение городом и крепостью Гданьск (Данциг) — важнейшим портом и первоклассной военно-морской базой немцев на Балтийском море. 30 марта 1945 года. № 319.
- За овладение городами Штральзунд, Гриммен, Деммин, Мальхин, Варен, Везенберг — важными узлами дорог и сильными опорными пунктами обороны немцев. 1 мая 1945 года. № 354.
- За овладение городом Свинемюнде — крупным портом и военно-морской базой немцев на Балтийском море. 5 мая 1945 года. № 362.
- За форсирование пролива Штральзундерфарвассер, полное овладение островом Рюген и городами Берген, Гарц, Путбус, Засснитц находящимися на нём. 6 мая 1945 года. № 363.

Почётный гражданин Тарту (1980)

### Других государств
- иностранными орденами и медалями.